# ماريوس بونتمرسي
ماريوس پونتمرسي (بالفرنسية: Marius Pontmercy)‏ 
تنطق بالفرنسية: [maʁjys pɔ̃mɛʁsi]
```
شخصية في رواية 
البؤساء
، شاب في سن 
الجامعة
 كان يسكن في كنف جده الثري، أقنعه جده 
بفلسفاته
 وأبعده عن أبيه منذ ولادته لأن فلسفاته 
وأفكاره
 كانت تختلف عن الجد (
وهدّد
 أباه بأنه إن حاول التقرّب من ماريوس فسيحرم ماريوس من 
الميراث
، لذلك 
آثر
 أباه لمصلحة ابنه الوحيد)، وادعى جده بعد ذلك بأن أباه تركه وأنه كان يكرهه.
[
1
]
```

قُبيل وفاة أبيه يذهب ماريوس إلى منزل أبيه بطلب من جده ولكن الموت يسبقه إليه، وعند دخوله البيت يرى العيشة البسيطة التي فضلها والده على عيشة الترف، ويرى أصدقاءه «النظيفين والمحترمين، مع أنهم ليسوا أثرياء» حسب وصفه.
عندما أراد ماريوس المغادرة أعطاه أعز أصدقاء أبيه رسالة كان فيها قلادة كان الأب قد حصل عليها لمقاتلته ببسالة بجانب ناپليون. بعدها يُدرك ماريوس بأنه قد ظلم أباه طوال حياته ويتجادل مع جده الذي يطرده من قصره.
ينضم ماريوس إلى شباب الأبجدية ويقاتل معهم في (الثورة عام 1832) , ثم بعد ذلك يتزوج ماريوس بكوزيت التي تبناها جان فالجان وفي نهاية القصة تظهر ابنتهما فانتين.
كما أن والده عندما قاتل في معركة واترلو كان قد أصيب، وكان أحد الجنود تيناردييه، الرجل صاحب فندق واترلو، فكان يطوف المصابين لأخذ حاجاتهم الثمينة، وكان منهم والد ماريوس لكنه استيقظ فجأة ورآه فظن أن تيناردييه أنقذه فكلف ابنه ماريوس في الرسالة بأن يرد الجميل اليه، لكن ابنه اكتشف الحقيقة في آخر الرواية.